# Louis Baillon
Louis Charles Baillon (Fox Bay, 5 agosto 1881 – Brixworth, 2 settembre 1965) è stato un hockeista su prato britannico.
Ha vinto la medaglia d'oro olimpica nel torneo di hockey su prato alle Olimpiadi 1908 tenutesi a Londra.
Era nato a Fox Bay (isole Falkland).